# Rivière à l'Ours (Minganie)
Pour les articles homonymes, voir Rivière à l'Ours et Ours (homonymie).
La rivière à l'Ours est un affluent de la rive nord du golfe du Saint-Laurent, coulant dans la municipalité de Havre-Saint-Pierre, dans la municipalité régionale de comté (MRC) de Minganie, dans la région administrative de la Côte-Nord, dans la province de Québec, au Canada.
Hormis la route 138 desservant la partie inférieure de la rivière à l'Ours, cette vallée est desservie par des routes d'hiver en motoneiges.
La surface de la rivière à l'Ours est habituellement gelée du début de novembre à la fin avril, sauf les zones de rapides; toutefois la circulation sécuritaire sur la glace se fait généralement de la fin novembre au début d'avril.[réf. nécessaire]

## Géographie
La rivière à l'Ours tire sa source au lac à l'Ours (longueur: 7,5 km; altitude: 60 m) situé dans Havre-Saint-Pierre. Ce lac de tête entouré d'un ensemble de petits lacs et lui-même séparé en deux parties, à cause de deux presqu'îles dont l'une s'étire sur 0,7 km vers le sud et l'autre s'étire sur 0,9 km vers le nord. L'embouchure du lac à l'Ours est située sur la rive sud d'une baie en forme de L s'étirant sur 2,8 km. Cette embouchure est située à:
- 40,7 km au nord-est du centre-ville de Havre-Saint-Pierre;
- 9,4 km au nord-ouest de l'embouchure de la rivière à l'Ours[3].

À partir de l'embouchure du lac à l'Ours, la rivière à l'Ours coule sur 13,4 km avec une dénivellation de 60 m, surtout en zone forestière, selon les segments suivants:
- 4,4 km vers le sud en recueillant la décharge (venant du sud-ouest) d'un ensemble de lacs, puis la décharge (venant du nord-est) d'un petit lac, en formant un crochet vers l'ouest en fin de segment, jusqu'à la décharge d'un lac (venant de l'ouest);
- 3,2 km d'abord vers le sud, puis vers le sud-est jusqu'à la confluence de la rivière à l'Ours Ouest (venant de l'ouest);
- 3,8 km vers le sud-est en traversant des zones de marais, jusqu'à la route 138 qui longe la rive nord du fleuve Saint-Laurent;
- 2,0 km en formant un grand Z en passant du côté nord du Mont Sainte-Geneviève, d'abord vers le sud, en bifurquant vers le nord, puis vers le sud-est, jusqu'à son embouchure[3].

La rivière à l'Ours se déverse au fond d'une baie de la rive ouest de la baie Victor qui fait partie de la baie de la Grande Hermine. L'entrée de cette baie, soit à la hauteur de l'île à Victor, a une largeur de 0,7 km. Tandis l'entrée de la grande baie a une largeur de 1,0 km entre l'île à Victor et l'île Puyjalon (côté est). Cette grande baie est située face à l'île d'Anticosti. Cette confluence est située à :
- 1,3 km au sud-est de la route 138 ;
- 3,2 km au sud-ouest de l'embouchure de la rivière du Milieu ;
- 18 km au sud-ouest de Baie-Johan-Beetz ;
- 39 km au nord-est du centre du village de Havre-Saint-Pierre[3].

À partir de l’embouchure de la rivière à l'Ours, le courant traverse sur 2,9 km vers l'est la Baie Victor jusqu'à contourner l'île à Victor, qui fait partie de la rive nord de l’estuaire du Saint-Laurent.

## Toponymie
Le toponyme « rivière à l'Ours » a été officialisé le 5 décembre 1968 à la Banque des noms de lieux de la Commission de toponymie du Québec.